# 樋口智透
樋口 智透（ひぐち ともゆき、1984年11月13日 - ）は、日本の男性声優。埼玉県出身。

## 人物
2015年9月に賢プロダクションを退所し、リミアワークスを経て、2018年4月よりフリーとして活動している。
趣味・特技はエレキベース。

## 出演
太字はメインキャラクター。

### テレビアニメ
2006年
- こてんこてんこ（カバ、カメ）

2008年
- かんなぎ（男子生徒、チンピラ）

2009年
- アラド戦記 〜スラップアップパーティー〜（鬼騎士B）
- 銀魂（2009年 - 2011年、男、アイザック＝シュナイダー） - 2シリーズ
- けんぷファー（男子生徒A）
- こばと。（植田弘康）
- 咲-Saki-（教師）
- 大正野球娘。（朽方、斎藤）
- とある科学の超電磁砲（不良）
- バトルスピリッツ 少年激覇ダン（2009年 - 2010年、アイン、クグッツ、クルーB、ベルガー親衛隊）
- バトルスピリッツ 少年突破バシン（サッカー部員）
- BLEACH（クチでか）
- WHITE ALBUM（報道陣B）

2010年
- アイアンマン（レポーター）
- いちばんうしろの大魔王（2V・不良、内閣官房）
- 一騎当千 XTREME XECUTOR（高史）
- SDガンダム三国伝 Brave Battle Warriors（2010年 - 2011年、張遼ゲルググ、兵士、烏丸兵、曹操兵、村人）
- オオカミさんと七人の仲間たち（不良B、不良A）
- おおきく振りかぶって 〜夏の大会編〜（倉田岳史）
- おとめ妖怪 ざくろ（軍人B）
- 黒執事II（エレンの夫）
- STAR DRIVER 輝きのタクト（男子生徒）
- それでも町は廻っている（中学生B、芹沢先生）
- ちゅーぶら!!（男子生徒）
- テガミバチ REVERSE（町人C）
- 伝説の勇者の伝説（兵士）
- 薄桜鬼（浪人、隊士）
- バトルスピリッツ ブレイヴ（2010年 - 2011年、スタッフ、衛士、魔族）
- ひだまりスケッチ×☆☆☆（お兄さんA、男性店員）
- FAIRY TAIL（ザトー）
- もっとTo LOVEる -とらぶる-（賞金稼ぎB〈パンター〉、くんくんトレースくん改）

2011年
- THE IDOLM@STER（アシスタントプロデューサー）
- UN-GO（小山田新）
- ウルヴァリン（組員、マドリプールの住人、黒萩の部下）
- 神様のメモ帳（革ジャンの男）
- 機動戦士ガンダムAGE（2011年 - 2012年、管制官、ダレスト・グーン、オリバーノーツ副司令、士官、連邦軍兵士、キオ・アスノ〈壮年期〉）
- そふてにっ（門下生C）
- ダンボール戦機（黒木）
- ちはやふる（竜ヶ崎）
- ドラゴンクライシス!
- ぬらりひょんの孫 千年魔京（京妖怪、陰陽師）
- ブレイド（ギャング）
- べるぜバブ（真田弟（竜二）、嶋村、不良E、不良C、帝毛B、三鏡考太郎）
- ベン・トー（顎髭、狼）

2012年
- アクエリオンEVOL（警備兵）
- ギルティクラウン（数藤隆臣）
- 黒子のバスケ（森山由孝）
- 灼眼のシャナIII（Final）（“鬼道の魁主”ヴォーダン）
- スマイルプリキュア!（生徒会長、井上せいじ、輪投げ屋、青鬼）
- ゼロの使い魔F（ラーイド、騎士B）
- 探偵オペラ ミルキィホームズ 第2幕（囚人B）
- となりの怪物くん（三沢満善）
- ポケットモンスター ベストウイッシュ シーズン2（イワーク）
- LUPIN the Third -峰不二子という女-（客）

2013年
- 進撃の巨人（ナック）
- トリコ（監視員チーフ）
- トレインヒーロー（タフ）

2014年
- ガンダムビルドファイターズトライ（不良）
- DRAMAtical Murder（トリップ）
- 六畳間の侵略者!?（悪霊）

2015年
- 暗殺教室（2015年 - 2016年、リュウキ）
- 進撃!巨人中学校（ナック）

2017年
- 大正メビウスライン ちっちゃいさん（車掌、八号、葛城）

### 劇場アニメ
2010年
- 宇宙ショーへようこそ
- 涼宮ハルヒの消失（荒川剣之介）

2011年
- トワノクオン（若者B）
- friends もののけ島のナキ（太助）
- 劇場版 マクロスF 恋離飛翼〜サヨナラノツバサ〜

2012年
- 劇場版 BLOOD-C The Last Dark（カップル男、監視員）
- マジック・ツリーハウス（海賊）

### OVA
2008年
- kiss×sis（店員）
- 機動戦士ガンダム MS IGLOO 2 重力戦線（ジオン軍士官）

2009年
- 機動戦士ガンダム戦記 アバンタイトル（ジオン兵士）
- 灼眼のシャナS（男性A）

2010年
- エア・ギア 黒の羽と眠りの森 -Break on the sky-（死神）
- クイーンズブレイド 美しき闘士たち（大臣C）
- べるぜバブ 〜拾った赤ちゃんは大魔王!?〜（真田弟〈竜二〉）

2011年
- かってに改蔵（吐鬼女喜メンバー、男子B）
- クイーンズブレイド 新たなる師弟、新たなる闘い（クロイツ兵C）
- .hack//Quantum

2012年
- HELLSING IX（憲兵少尉）

2013年
- 機動戦士ガンダムAGE MEMORY OF EDEN（連邦軍兵士）
- となりの怪物くん（みっちゃん）※コミックス第12巻DVD付き特装版

### ゲーム
2007年
- Wii Fit（男性トレーナー）

2008年
- タイムホロウ〜奪われた過去を求めて〜（時尾保）
- 乃木坂春香の秘密 こすぷれ、はじめました♥
- マリオカートシリーズ（2008年 - 2017年、Mii） - 4作品
- ルミナスアーク2 ウィル（マティアス）

2009年
- アークライズファンタジア
- SDガンダム GGENERATION WARS
- 機動戦士ガンダム戦記
- 蒼天の彼方（燕尭）
- 大正野球娘。 〜乙女達乃青春日記〜（朽方、斎藤）
- ファイナルファンタジーXIII

2010年
- イナズマイレブン3 世界への挑戦!!（不良B）
- ガンダムアサルトサヴァイブ（カスタムパイロットボイス）
- ブレイズ・ユニオン（オルディーン、ナレーション）

2011年
- イナズマイレブンGO シャイン/ダーク（イシド部下B）
- 機動戦士ガンダム 新ギレンの野望（ロンド・ベル士官）
- ダンボール戦機 シリーズ（2011年 - 2012年、吉田、シーカー隊員） - 2作品
- デビルサバイバー オーバークロック（アズマ / 東間）
- ファイナルファンタジー零式（フェイス大佐）
- FAIRY TAIL PORTABLE GUILD2（バモー）

2012年
- 機動戦士ガンダムAGE ユニバースアクセル / コズミックドライブ（キオ・アスノ〈エンディング〉、ダレスト・グーン、エウバ兵、オペレータ、不良B）
- 機動戦士ガンダム 木馬の軌跡（連邦士官）
- 機動戦士ガンダム オンライン（兵士C）
- 黒子のバスケ（2012年 - 2014年、森山由孝） - 2作品
- ジェネレーション オブ カオス6（モーガン、ダルザード）
- タイムトラベラーズ
- Dragon Age II（ゼブラン）

2013年
- DISORDER6（ダテ）

2014年
- 機動戦士ガンダム サイドストーリーズ（セルジュ・ラウ）
- 大乱闘スマッシュブラザーズシリーズ（2014年 - 2018年、Wii Fitトレーナー〈男性〉） - 3作品
- DRAMAtical Murder re:code（トリップ）
- マリオゴルフ（2014年 - 2021年、Mii） - 2作品

2015年
- 白猫プロジェクト（スオウ・クロー・ヨシヤス、ワカメラー）

2018年
- 参千世界遊戯 〜Re Multi Universe Myself〜（吉良誠士郎）
- 白猫プロジェクト（ブッフバルト・フォン・ボフ）

### ドラマCD
- いつか天魔の黒ウサギ2 〜<<月>>が昇る昼休み〜（クラスメイト）
- EREMENTAR GERAD The original（ラズフェ・アンクルの人々）
- Serengeti 第1巻（弓削琥太郎[18]）
- DISORDER6（ダテ）
- ジンキ・エクステンド〜リレイション〜 ドラマCD 超・男の生き様（勝世）
- テイルズ オブ ヴェスペリア 虚空の仮面 後編（リアゴン）
- ベルサイユのばらFIN サウンドシアター・ドラマ（サン・ジュスト）
- ヨルムンガンド（アール）※第9巻特装版付属ドラマCD

### BLCD
- I.D.（東郷）
- ウサギ狩り（ギャングA）
- 永遠の七月（大学生）
- キャッスルマンゴー（担任）
- くちびるに銀の弾丸（木内）
- 獣たちの…妄執。（客）
- 公僕の恋（沢渡和也）
- 子連れオオカミ（宮本千寿也）
- コルセーア VII 〜月を抱く海2〜（客の男）
- SASRA 4（豊原）
- 砂楼の花嫁（アトリー）
- 純愛えろ期（岸竜平）
- だからキミが愛しんだ。（伊藤）
- タナトスの双子 1912（アンドレイの父、貴族男A、同士男A）
- 隣の（男）
- NOW HERE（店員）
- between the sheets（坂入）
- ファインダーの隻翼（張）
- 不確かなシルエット（店員、運転手）
- FLESH&BLOOD 7（ジョー、サム・フロム）
- 便利屋さん 1・2（熊谷）
- 妄想エレキテル（桜田和明）
- ヤンデレ天国BLACK〜真誠学園芸能彼氏 編〜（北折誉[19]）
- 誘惑レシピ5（店員）
- 侘びとエロスのお稽古（配達員）
- 別れる2人の愛の劇場。（飯田）

### 吹き替え

#### 映画
- アウェイク（病院スタッフ[2]〈チャーリー・ヒューソン〉）
- アメリカン・パイ in ハレンチ教科書（フット[2]）
- 運命のボタン
- 監獄島（エディ・C[2]〈クリストファー・ベイカー〉）
- キャプテン・アメリカ/ザ・ファースト・アベンジャー（ギルモア・ホッジ[2]〈レックス・シャープネル〉）
- 恋とニュースのつくり方
- J・エドガー（ジョーンズ[2]）
- スプライス（ギャビン・ニコリ〈ブランドン・マクギボン〉）
- スモーキン・エース2（トロイ[2]〈ジェイコブ・ブレア〉）
- 世界侵略: ロサンゼルス決戦（ビーター・カーンズ上等兵[2]〈ジム・パラック〉）
- ゾンビ2009
- 沈黙の挽歌（アキオ〈聡太郎〉）
- ドラゴン・タトゥーの女（トリニティ〈レオ・ビル〉）
- ヒューゴの不思議な発明（機関士1）
- プリースト
- 僕が結婚を決めたワケ（ジップ〈チャニング・テイタム〉）
- もうひとりのシェイクスピア サウサンプトン伯（サウサンプトン伯ヘンリー・リズリー[2]〈ゼイヴィア・サミュエル〉）
- レッド・バロン（ヴェルナー・フォス〈ティル・シュヴァイガー〉）

#### ドラマ
- おとぼけスティーブンス一家
- アグリー・ベティ4
- glee/グリー（マイク・チャン[2]〈ハリー・シャム・ジュニア〉、ジョシュ）
- クリミナル・マインド4 FBI行動分析課 #20
- コールドケース7 ザ・ファイナル
- ザ・パシフィック（ロバート・オズワルト2等兵[2]）
- The Ultimate Fighter シーズン9
- CSI:10 科学捜査班
- CSI:ニューヨーク6
- 主任警部アラン・バンクス
- スパルタカス ゴッド・オブ・アリーナ（ドクトーレ[2]）
- スパルタカスII
- ダークエイジ・ロマン 大聖堂
- Terra Nova 〜未来創世記（兵士4[2]）
- ナース・ジャッキー2
- NIKITA / ニキータ
- パスタ〜恋が出来るまで〜（フィリップ[2]〈ノ・ミヌ〉）
- ハリーズ・ロー 裏通り法律事務所
- プリティ・リトル・ライアーズ（イアン・トーマス[2]〈ライアン・メリマン〉）
- BONES シーズン6（トイ・ボーイ）#6
- THE MENTALIST メンタリストの捜査ファイル（クレイグ・オラーフリン[2]〈エリック・ウィンター〉）
- ユーリカ シーズン3

#### テレビ番組
- トリックTV（ステ[2]）

#### アニメ
- アイアンマン ザ・アドベンチャーズ（ハッピー・ホーガン[2]）
- カーズ2
- スター・ウォーズ/クローン・ウォーズ (テレビアニメ)（サン）
- レミーのおいしいレストラン

### ボイスオーバー
- UFC登竜門 ジ・アルティメットファイター シーズン9（ニック・オシピチェック[2]） 
  - UFC登竜門 ジ・アルティメットファイター シーズン10（クリス・カモージー[2]）
- キリストの棺
- ケイタイ革命
- ジェイミーオリバー トップシェフを探せ
- Tiger　Attack
- ハリウッドの銃撃戦
- フランス航空機ハイジャック事件
- マーサ・スチュワート
- レーガン暗殺未遂事件

### ラジオ
- フィフラジ（パーソナリティ）
- 杉田智和のアニゲラ!ディドゥーーン 第44回ゲスト（文化放送超!A&G+)

ラジオドラマ
- VOMIC 帝一の國（堂山圭吾[2]）

### 朗読劇
- Lit Klatch リーディングシアター「ホス探へようこそ」(2008年11月29日、四谷Live inn Magic) - 不知火 役
- Lit Klatch リーディングシアター「ホス探へようこそ episode2」(2009年10月3日、南大塚ホール) - 不知火 役
- Lit Klatch リーディングシアター「ホス探へようこそ FINAL」（2012年1月7日・8日、中野ザ・ポケット） - 不知火 役

### シリーズ一覧
1. ↑  『マリオカートWii』（2008年）、『マリオカート7』（2011年）、『マリオカート8』（2014年）、『マリオカート8 デラックス』（2017年）
2. ↑  『ブースト』（2011年）、『爆ブースト』（2012年）
3. ↑  『キセキの試合』（2012年）、『勝利へのキセキ』（2014年）
4. ↑  『for Nintendo 3DS』『for Wii U』（2014年）、『SPECIAL』（2018年）
5. ↑  『マリオゴルフ ワールドツアー』（2014年）、『マリオゴルフ スーパーラッシュ』（2021年）